# Un amore invisibile
Un Amore Invisibile è un film per la TV del 1999 scritto da Ronald Bass e David Field, diretto da Joan Micklin Silver e interpretato da Rita Wilson e Victor Garber.

## Trama
La famiglia di Annie e Tim Beeman è una famiglia come ce ne sono tante in America, con una bella casa, un grande giardino e due figli di 10 e 6 anni. Ma la neo-assunta tata Gillian scopre qualcosa che rompe quell'apparenza: Annie si comporta infatti in modo strano, sostenendo che in quella famiglia c'è una terza figlia, Maggie, dell'età di 5 anni. Quando ne parla con Tim, quest'ultimo le risponde che è una cosa del tutto normale, che ne era già al corrente e che tutta la famiglia sta reggendo il gioco. In passato, infatti, Annie aveva manifestato altri sintomi di demenza, cosa che aveva portato Tim a mandarla dai migliori psicologi della città, che però gli avevano dato tutti lo stesso responso: l'istituto psichiatrico. Temendo che un giorno potessero davvero portarla via, a Tim non era rimasto altro che assecondare la moglie in questa pazzia per tutti quegli anni.
Gillian però teme per i bambini, ha paura che questo gioco possa avere delle conseguenze e quindi intraprende una battaglia legale per far intervenire i servizi sociali. Durante i colloqui con questi ultimi, Doc dimostra una forte capacità di manipolazione prendendo quasi in giro i suoi interlocutori, mentre Sam è sicuro dell'esistenza di Maggie.
Alla fine, la famiglia vince la causa e tutto può tornare alla normalità.
Una notte Annie, svegliandosi, sente Tim che sta parlando con Maggie. Il mattino seguente, si sveglia e comunica alla famiglia che la loro Maggie è morta nel sonno. Forse, sentendo quella conversazione, Annie ha trovato la forza per spezzare il controllo della malattia mentale e dare così un addio alla figlia immaginaria.
Alla fine, tutti sono riuniti nel giardino di casa facendo un funerale per Maggie. Una volta concluso, Annie abbraccia il marito dicendogli "Grazie!".